# Martine Duvivier
Martine Duvivier, po mężu Jacquemin (ur. 4 stycznia 1953 w Curgies) – francuska lekkoatletka, biegaczka średniodystansowa i sprinterka, olimpijka.

## Życiorys
Zajęła 5. miejsce w finale biegu na 800 metrów na mistrzostwach Europy juniorów w 1970 w Paryżu. Odpadła w eliminacjach tej konkurencji na igrzyskach olimpijskich w 1972 w Monachium, a francuska sztafeta 4 × 400 metrów w składzie: Duvivier, Colette Besson, Bernadette Martin i Nicole Duclos zajęła w finale 4. miejsce. Odpadła w eliminacjach biegu na 800 metrów na uniwersjadzie w 1973 w Moskwie oraz biegu na 400 metrów na uniwersjadzie w 1975 w Rzymie, a także eliminacjach sztafety 4 × 400 metrów na mistrzostwach Europy w 1978 w Pradze.
Była mistrzynią Francji w biegu na 800 metrów w 1972 i 1973, wicemistrzynią na tym dystansie w 1971, a także brązową medalistką w biegu na 800 metrów w 1974 oraz w biegu na 400 metrów w 1976 i 1978.
Dwukrotnie poprawiała rekord Francji w sztafecie 4 × 400 metrów do czasu 3:27,52, uzyskanego 10 września 1972 w Monachium.

## Rekordy życiowe
Rekordy życiowe Duviver:
- bieg na 400 metrów – 53,76 (20 sierpnia 1978, Nicea)
- bieg na 800 metrów – 2:02,0 s (9 sierpnia 1972, Warszawa)